# 굼비라몬
굼비라몬(KUMBHIRAMON, クンビラモン)은 디지몬 시리즈에서 등장하는 캐릭터(몬스터)이다.

## 소개
데바 중 한명으로, 쥐의 형상을 하고 있으며, 디지몬의 신 현무몬의 부하. 레오몬의 단검에 맞고 사망.